# الدار (حارة)

تعديل مصدري - تعديل

الدار إحدى حارات مدينة جبلة بمحافظة إب، بلغ تعداد سكانها 443 نسمة حسب تعداد اليمن لعام 2004.